# Baked potato
La baked potato, o jacket potato, specialità culinaria anglosassone, è una grande patata farcita. Essa può essere cotta nel forno a legna, nel microonde o grigliata sul barbeque. La farcitura varia a seconda del luogo.

## Varianti locali

### Regno Unito
Sulle strade del Regno Unito la jacket potato è stata uno dei cibi più venduti. Si stima che nella Londra di inizio Novecento si vendessero 10 tonnellate di jacket potato ogni giorno.

La patata viene cotta con la buccia, quindi farcita con fagioli, formaggio a scaglie e maionese. Il tonno, il pollo e il bacon sono farciture alternative della jacket potato, ma meno usate.

L'alimento è da poco tornato per le strade d'oltremanica come alternativa salutare ai fast food. Nel 1974 è infatti nata a Edimburgo la prima catena di jacket potato.

### Scozia
In Scozia si consuma la jacket potato con la farcitura più curiosa: l'haggis. Si tratta di un insaccato di cuore, polmone e fegato di ovino, macinati insieme a cipolla, farina d'avena, grasso di rognone, sale, spezie e brodo, quindi cotti nello stomaco della pecora per circa tre ore. Questa varietà di jacket potato viene accompagnata da una salsa a base di whisky.

### Stati Uniti
Negli "States" la patata viene farcita con burro ed erba cipollina. Le cucine americane servono la baked potato come contorno in accompagnamento ad un piatto di carne

### Texas
Le jacket potato del Texas sono famose per le grandi dimensioni: possono infatti raggiungere il 20 centimetri di lunghezza. Il principale ingrediente di farcitura è, senza dubbio, la carne affumicata o grigliata, spesso accompagnata da un contorno di broccoli.

### Svezia

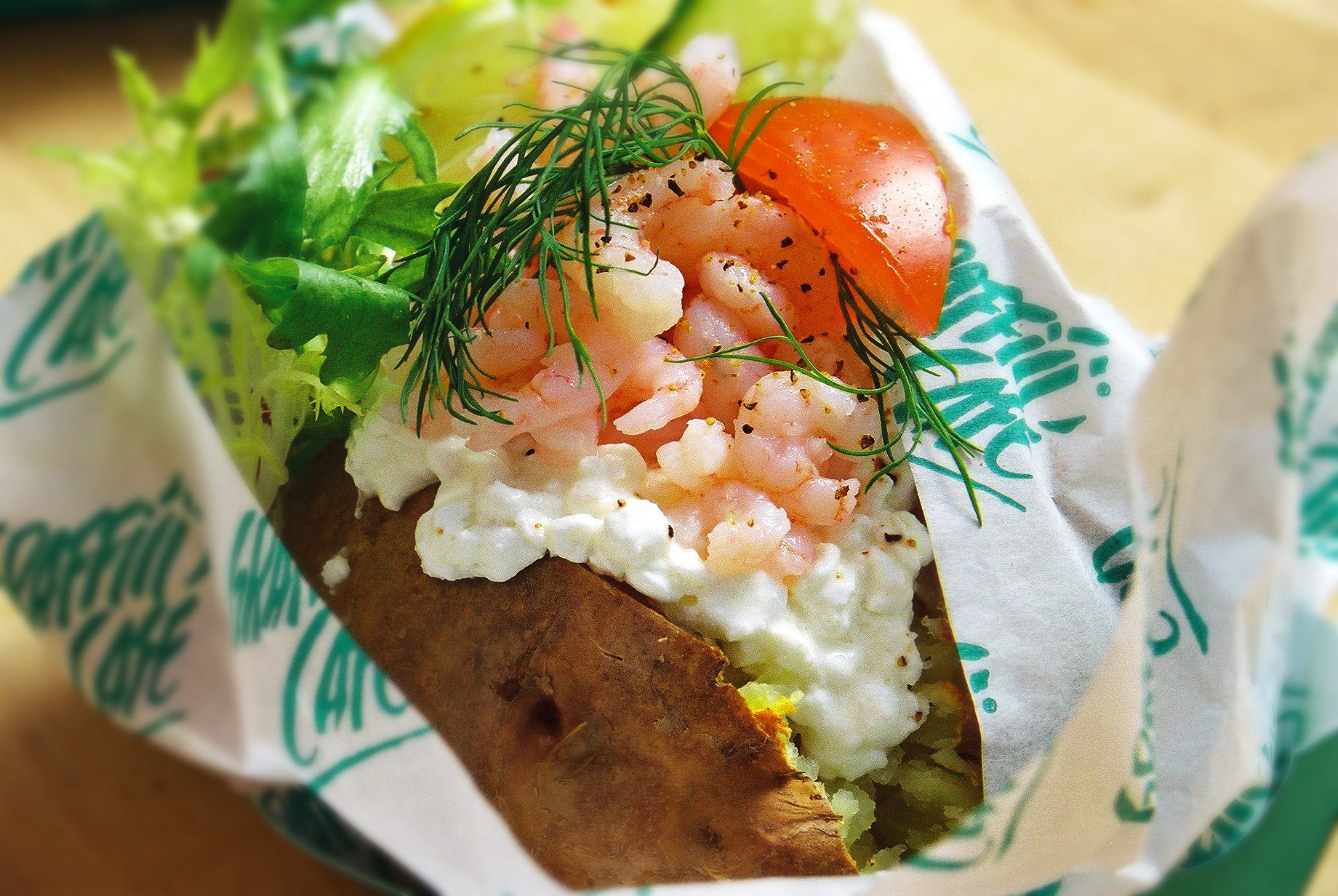
Baked potato con frutti di mare

Sebbene non faccia parte della tradizione culinaria della Fennoscandia, la jacket potato è apprezzata e consumata anche in Svezia, dove la si farcisce con un mix di frutti di mare conosciuto come Skagenröra.

### Francia
Una patata al forno è chiamata "pomme de terre au four" in francese. Può essere servito come accompagnamento a un piatto di carne o, in un fast-food chiamato "pataterie", essere al centro di un pasto.

### Armenia
Una variante regionale della patata al forno è nota nei villaggi rurali armeni che circondano il lago Sevan come "p'ur" (armeno: փուռ). Lo sterco di vacca essiccato viene impilato e utilizzato come combustibile per cuocere lentamente patate non stagionate che vengono posizionate al centro.

## Cultura
Alla jacket potato è dedicata Great big baked potato, una canzone di N.R. Streeter e H. Cladwell.